# Omicidio di Gabby Petito
L'omicidio Gabby Petito è un caso di cronaca nera statunitense, da cui è stata tratta la serie televisiva di Netflix American Murder: Gabby Petito e il film tv The Gabby Petito Story.

## La vittima
Gabrielle Venora Petito (19 marzo 1999-27 agosto 2021) è nata e cresciuta a Blue Point, New York assieme a sei fratelli e fratellastri più piccoli. Nel 2013 è apparsa insieme ai suoi fratellastri in un video musicale per sensibilizzare sul tema dell'accesso alle armi da fuoco in seguito al Massacro alla Sandy Hook Elementary School. Nel 2017 si è diplomata alla Bayport-Blue Point High School di Bayport, New York, dove incontra il suo futuro fidanzato Brian Christopher Laundrie. Dopo il diploma ha vissuto a Carolina Beach in North Carolina, lavorando come hostess e nella cucina di un ristorante nella vicina Wilmington. Fece anche domanda di iscrizione al Cape Fear Community College, senza però iscriversi. 

Petito ha iniziato a frequentare Laundrie nel marzo 2019, ed è poi andata a vivere assieme a lui e ai suoi genitori a North Port, in Florida. Qui, per mantenersi, la coppia trova lavoro in un supermercato Publix, lei come assistente di farmacia e lui nel reparto alimentari. Entrambi hanno lasciato il lavoro all'inizio della pandemia di COVID-19. 

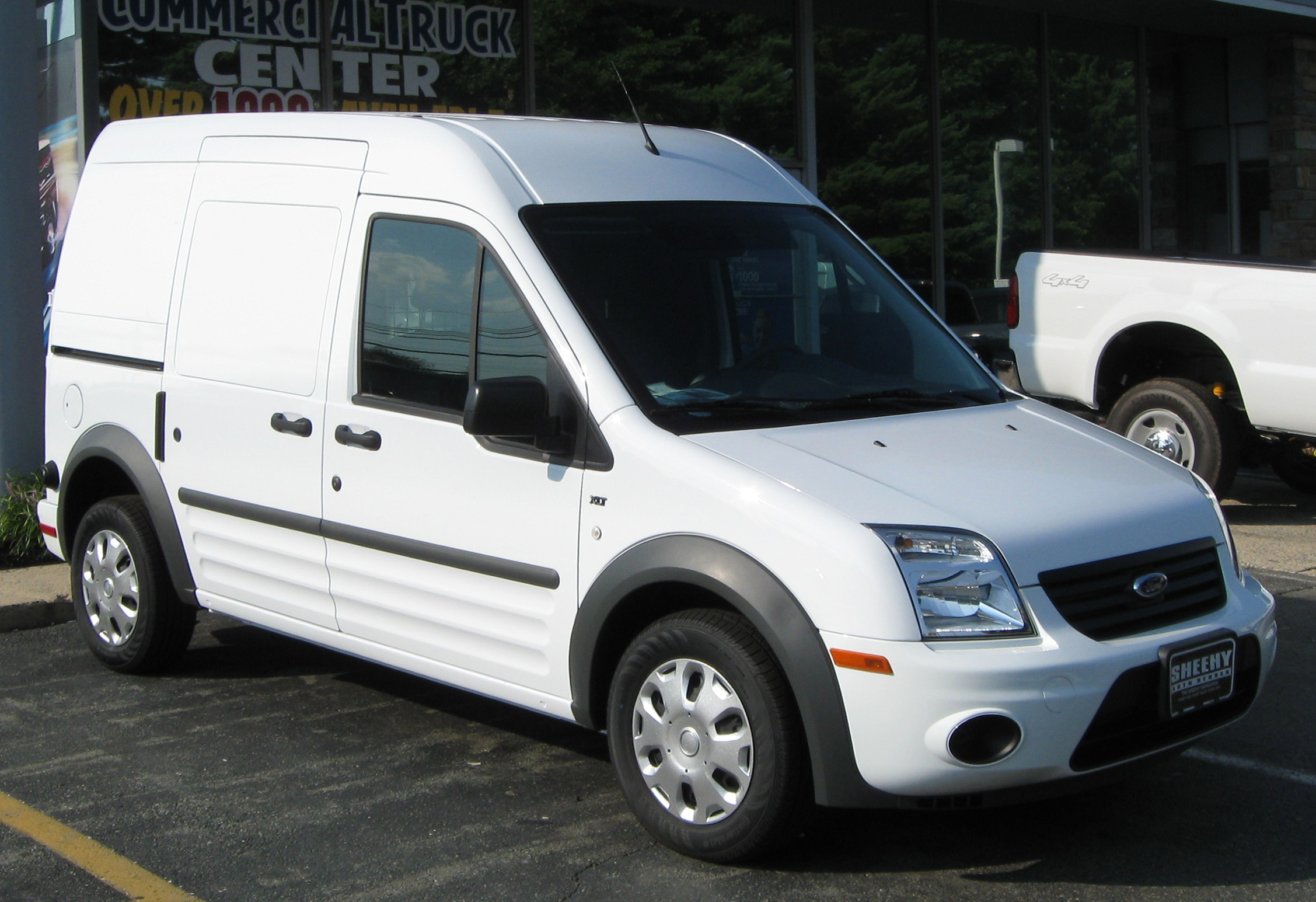
Laundrie e Petito hanno viaggiato a bordo di un Ford Transit Connect del 2012

Tra la fine del 2019 e l'inizio del 2020, la coppia ha intrapreso un viaggio in auto attraverso il paese da New York alla California. Lungo la strada, hanno visitato Las Vegas, lo Yosemite National Park, Pismo Beach e numerosi altri siti turistici. A marzo 2020, Petito ha festeggiato il suo 21º compleanno a Nokomis, in Florida. Lei e Laundrie hanno visitato Sope Creek, in Georgia, a giugno 2020, e i due si sono fidanzati il mese successivo.
Nel dicembre 2020, Petito ha acquistato un furgone Ford Transit Connect del 2012 convertito in camper, con l'obiettivo di utilizzarlo per fare un viaggio attraverso il paese l'estate successiva. Per risparmiare denaro per il viaggio, ha iniziato a lavorare 50 ore a settimana al Taco Bell e come nutrizionista mentre Laundrie ha trovato lavoro in un bar di succhi biologici. Petito era molto attiva sui social media come YouTube e Instagram dove parlava della sua vita e dei suoi viaggi oltre che di arte, yoga e dieta vegetariana. 

## L'omicidio
Nell'estate 2021, Petito decise di intraprendere un viaggio su un furgone attraverso gli Stati Uniti assieme al suo fidanzato Brian Christopher Laundrie per raccontare la "van life" ai suoi follower su Instagram. Il viaggio ha avuto inizio il 2 luglio e sarebbe dovuto durare quattro mesi; la partenza è stata documentata da un video su YouTube intitolato "Beginning Our Van Life Journey" e il viaggio fu costantemente documentato sui canali social. 
A inizio agosto, all'ingresso dell'Arches National Park in Utah, vengono fermati da una pattuglia della polizia, allertata dalla denuncia di un testimone che aveva visto Laundrie schiaffeggiare Petito. I due agenti trovano la ragazza in lacrime, e su entrambi vedono i segni di un litigio (graffi sul viso di lui, lividi sul braccio di lei), e consigliano ai due di separarsi per la notte portando Laundrie a dormire in un hotel poco lontano. I due poi si ricongiunsero e continuarono il loro viaggio verso Salt Lake City.
Petito è stata vista per l'ultima volta il 27 agosto alle 14:11 ripresa dalle videocamere di sorveglianza di un supermercato di Jackson, Wyoming. Una testimone ha poi dichiarato di averli visti litigare lo stesso giorno mentre pranzavano in un ristorante messicano. Nei giorni successivi vennero inviati dei messaggi dal telefono della ragazza alla madre. Il 1º settembre Laundrie rientrò alla sua abitazione con il furgone.

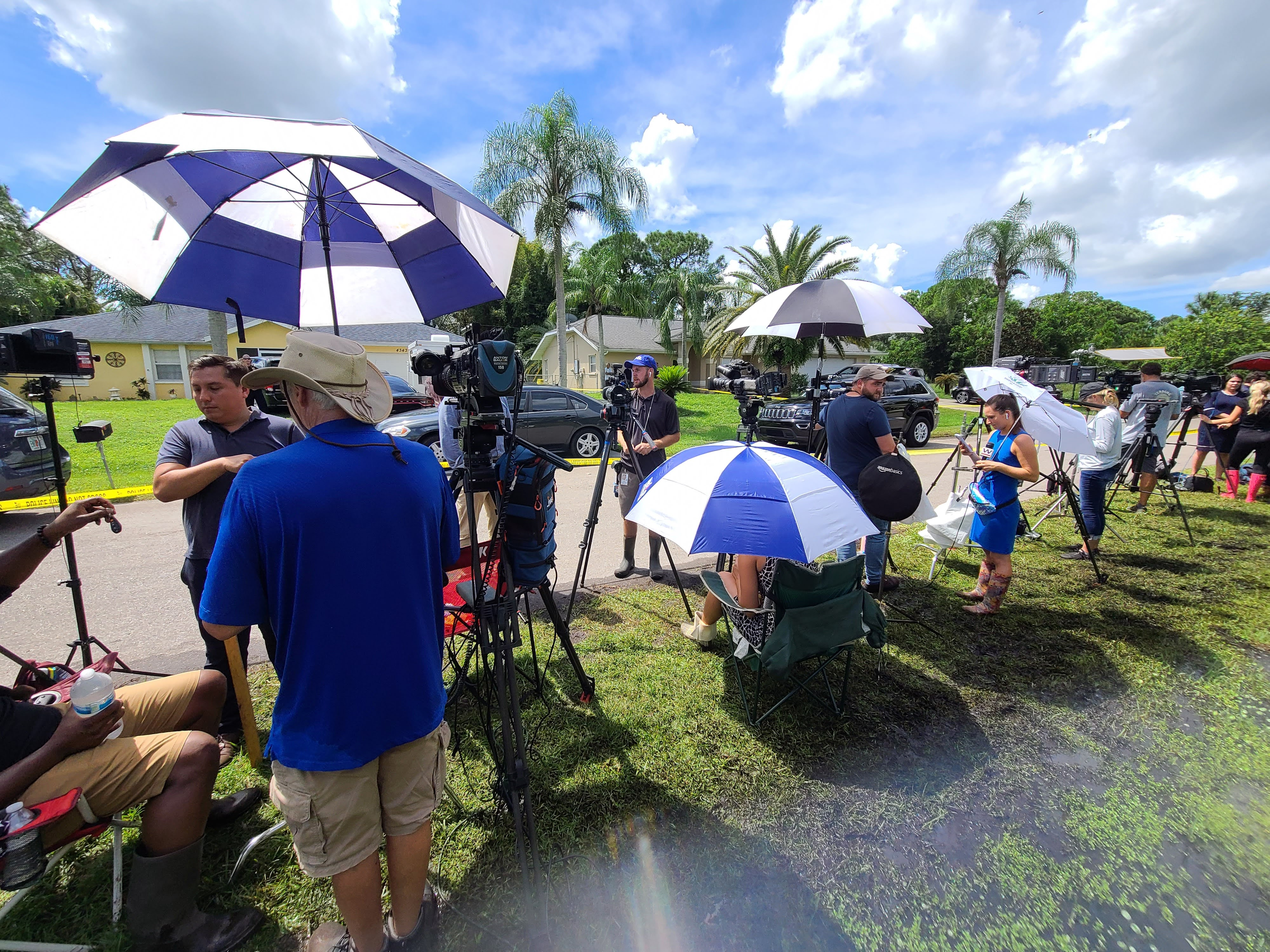
Giornalisti fuori dalla casa di Brian Laundrie il 20 settembre 2021

L'11 settembre i genitori di Gabby ne denunciano la scomparsa alla polizia di North Port in Florida. Le ricerche vennero avviate, sotto i riflettori dei media nazionali, ma l'area interessata era di oltre 30 mila chilometri quadrati e questo rende il tutto molto complesso. Laudrie, che si era rifiutato di collaborare alle ricerche, fa perdere le sue tracce il 13 settembre.
La svolta nelle indagini arriva il 19 settembre quando una coppia di YouTube pubblica un filmato risalente alle 18:00 del 27 agosto in cui si vede il furgone della coppia fermo a bordo strada nella Foresta nazionale di Bridger-Teton. Il giorno dopo viene ritrovato il cadavere della vittima vicino al punto indicato nel filmato. Dalla successiva autopsia le cause della morte furono identificate per strangolamento. Il 20 ottobre il caso si conclude con il ritrovamento dei resti di Brian Laundrie in Florida, nella regione di Tampa. All'interno di un bloc-notes fu trovata la confessione dell'uomo, come confermato dall'FBI a gennaio 2022.